# Schloss La Brosse (Farges-Allichamps)

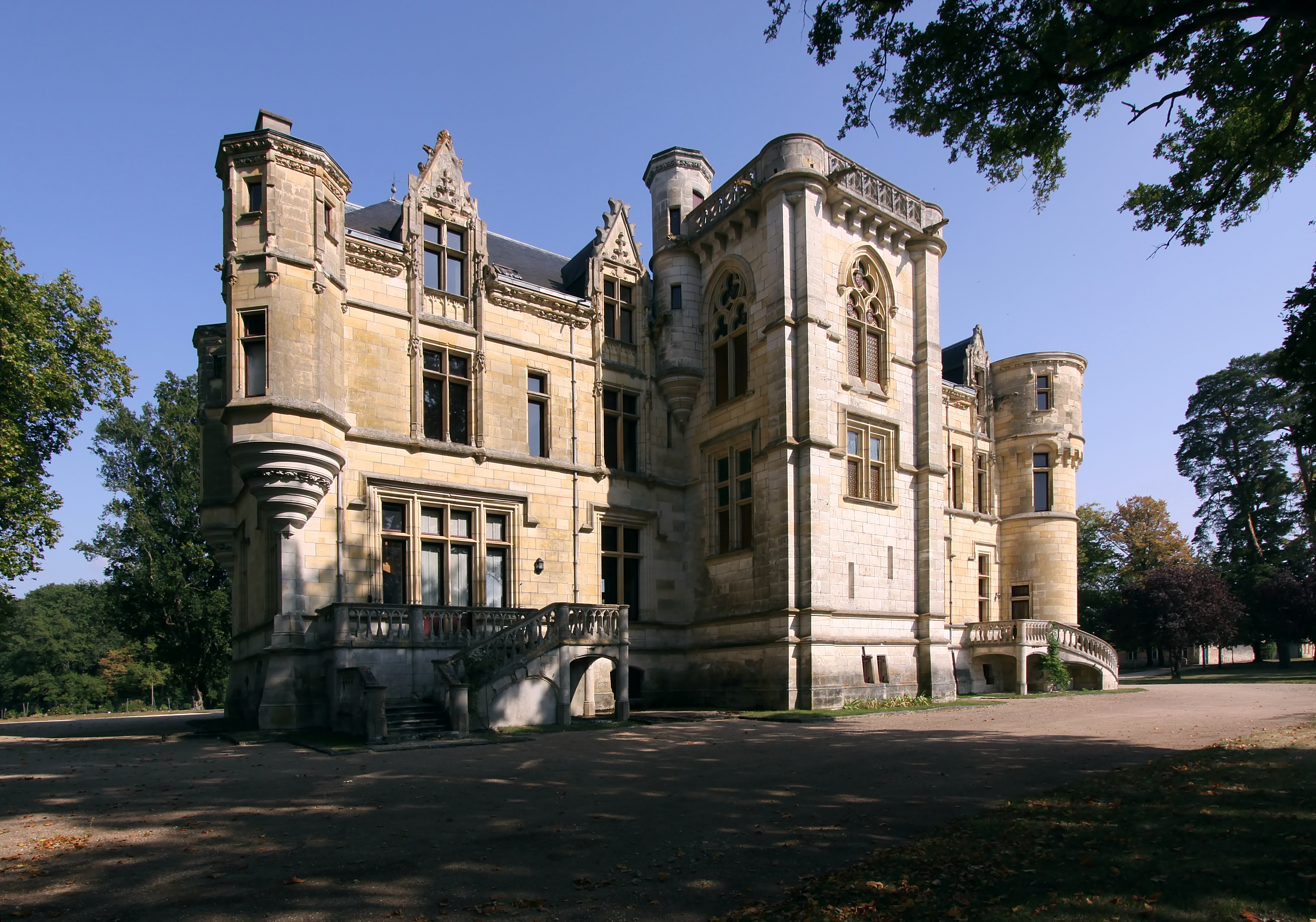
Neugotisches Schloss La Brosse

Das Schloss La Brosse liegt in der Gemeinde Farges-Allichamps im französischen Département Cher. Im 13. Jahrhundert errichtet, brannte das ursprüngliche, zu einer Seigneurie gehörende, hauptsächlich für die Jagd genutzte Schloss 1862 bis auf die Grundmauern ab. Das heutige Gebäude wurde im neugotischen Stil mit mittelalterlichem Fassadenschmuck errichtet und 1866 fertiggestellt.
Schloss La Brosse ist umgeben von einem weitläufigen, zwischen 1862 und 1870 von dem bekannten Landschaftsarchitekten Paul de Lavenne, comte de Choulot, angelegten Landschaftsgarten, in dem sich unter anderem eine Grotte sowie zwei Seen befinden, einer davon mit einer Insel. Eines der Hauptanliegen bei der Gestaltung war die harmonische Verbindung von Park, Schloss und Wirtschaftshof. 1870 wurde am Ufer des Cher eine Pumpe für die Wasserversorgung installiert.
1973 richtete ein Brand erneuten Schaden an, der sich in einer veränderten Erscheinung des Bauwerkes niederschlug.
Seit dem 5. September 2000 ist die Anlage samt Schlosspark als Monument historique registriert.